# Ünal Aysal

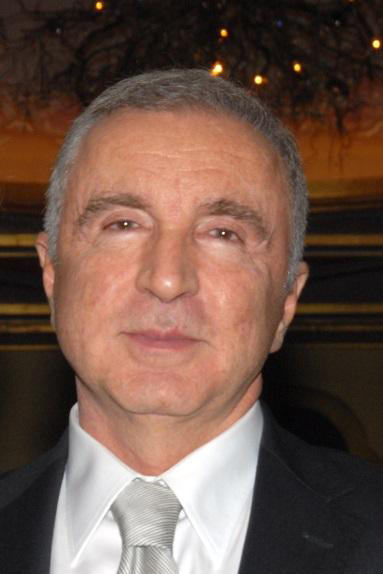
Ünal Aysal

Ünal Aysal (Istanboel, 2 juni 1941) was de voorzitter van de Turkse topclub Galatasaray SK. Hij is de opvolger van Adnan Polat en daarmee de 34e voorzitter. Tevens is hij zakenman en eigenaar van een firma genaamd Unit International in Brussel. Aysal werd met een recordaantal stemmen gekozen tot voorzitter. Na zijn verkiezing beloofde Aysal Galatasaray SK binnen 3 jaar terug te  brengen naar de Europese top. Zijn eerste daad als voorzitter  was het aanstellen van club icoon Fatih Terim als trainer.

## Bekende transfers
Aysal werd begin mei 2011 als voorzitter gekozen. Direct begon hij al met belangrijke transfers zoals Johan Elmander, Tomáš Ujfaluši, Selçuk İnan, Emmanuel Eboué en Fernando Muslera. In de winterperiode van 2012-2013 haalde hij Wesley Sneijder en de Ivoriaanse Spits Didier Drogba. In de zomerse transferperiode voorafgaand aan het seizoen 2013/2014 haalde hij de jonge Portugees Bruma van Sporting Lisbon.

## Trainers onder Aysal
- Cláudio Taffarel
- Fatih Terim
- Roberto Mancini
- Cesare Prandelli